# Sorocephalus
Sorocephalus es un género de árboles perteneciente a la familia Proteaceae. Es endémica de  Sudáfrica. 

## Taxonomía
Sorocephalus fue descrito por Robert Brown y publicado en Transactions of the Linnean Society of London 10: 139. 1810. La especie tipo es: Sorocephalus imbricatus (Thunb.) R. Br. 

## Especies aceptadas
A continuación se brinda un listado de las especies del género Sorocephalus aceptadas hasta abril de 2012, ordenadas alfabéticamente. Para cada una se indica el nombre binomial seguido del autor, abreviado según las convenciones y usos.
- Sorocephalus claviger (Knight) Hutch.
- Sorocephalus imbricatus (Thunb.) R. Br.
- Sorocephalus lanatus R. Br.
- Sorocephalus pinifolius Rourke